# Begraafplaats van Sec-Bois
De Begraafplaats van Sec-Bois of Begraafplaats van Drooghout is een gemeentelijke begraafplaats in Sec-Bois (Nederlands: Drooghout), een gehucht in de gemeente Oud-Berkijn in het Franse Noorderdepartement. De begraafplaats ligt in het oosten van het gehucht, langs de weg naar het centrum van Oud-Berkijn. Ze is omgeven door een beukenhaag en de toegang bestaat uit een dubbel hek tussen twee bakstenen zuilen.

## Britse oorlogsgraven
Op de begraafplaats liggen 7 geïdentificeerde Britse gesneuvelden uit de Eerste Wereldoorlog. Zij sneuvelden allen op 13 of 14 oktober 1914. De graven liggen aan de noordelijke rand van de begraafplaats en worden onderhouden door de Commonwealth War Graves Commission. In de CWGC-registers is de begraafplaats opgenomen als Sec-Bois Communal Cemetery.